# 福山市民球場

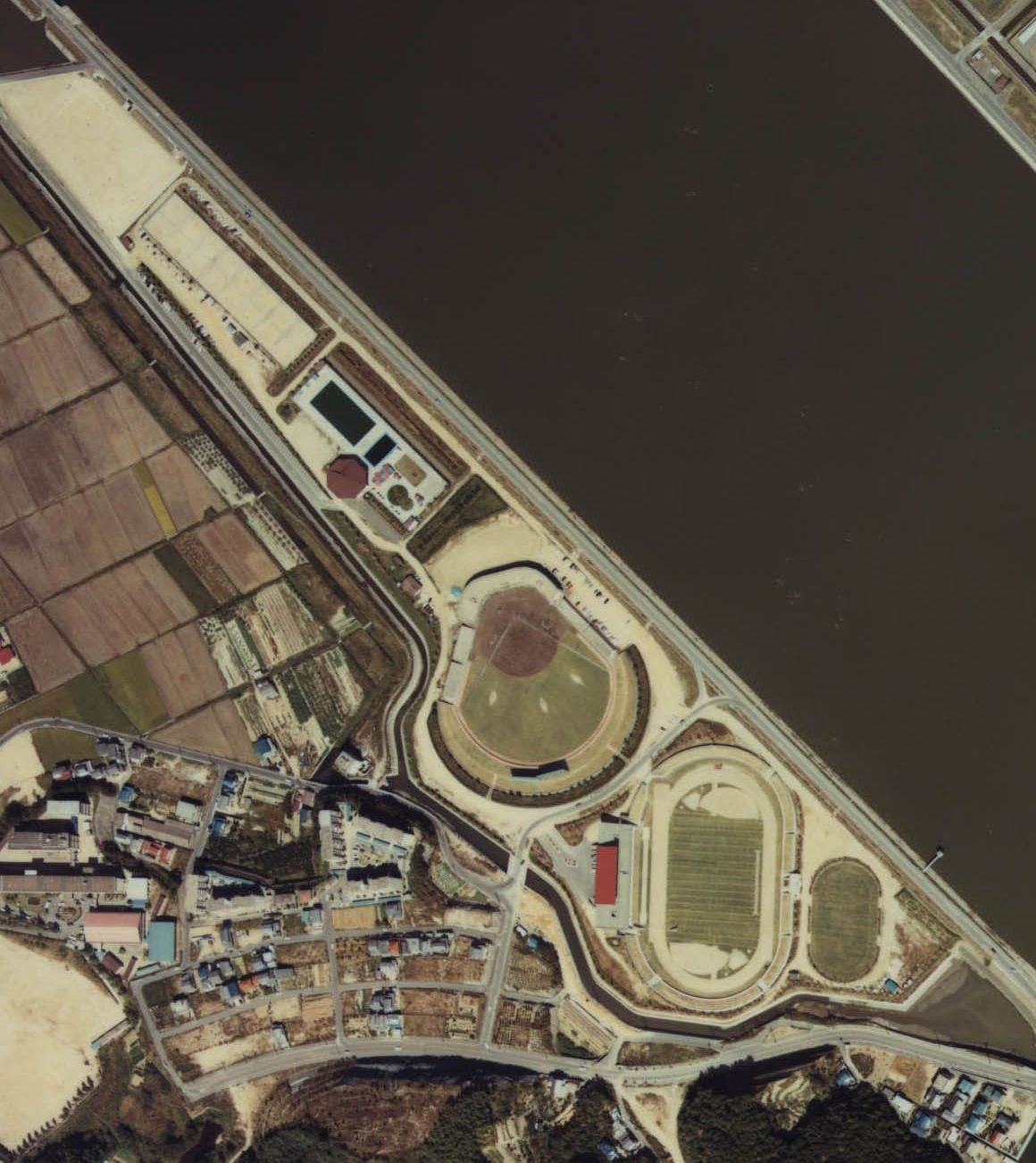
1981年。

福山市民球場（ふくやましみんきゅうじょう）は、広島県福山市水呑町の福山市竹ヶ端運動公園内にある野球場。正式名称は福山市竹ヶ端運動公園野球場（ふくやましたけがはなうんどうこうえんやきゅうじょう）だが、一般的には福山市民球場と呼ばれる。施設は福山市が所有し、公益財団法人福山市スポーツ協会が指定管理者として運営管理を行っている。この球場以前、市内に存在した「福山市市営球場」とはこの球場ではなく別のもの。

## 歴史
1974年（昭和49年）開場。以来、高校野球広島県予選など、高校・大学・社会人の公式戦などで使用されている。
プロ野球では、同県広島市に本拠地を置く広島東洋カープが例年オープン戦、公式戦を開催していた（オープン戦は毎年、公式戦も2002年、2009年以外は日程に組まれていた）が、両翼が狭いことに加えて平成後期ごろからは施設の老朽化が顕著となっているため、2011年以降は公式戦日程から外されている。オープン戦は依然継続中。
福山市民球場はこの間、幾度か改修を受けており、1988年（昭和63年）にはナイター設備の増設と内野スタンド席の増築、1996年（平成8年）にはスコアボードをパネル式から磁気反転式に改修、2002年（平成14年）には内外野フェンスのかさ上げ（改修理由としては、観客の安全性の確保とフィールドの狭隘さをカバーするための他に、試合終了後に観客がグラウンドに入り込むなどマナーの悪い状況が続いていたことが背景にあるといわれる）、2006年（平成18年）にはダッグアウトなどスタンド下部分の改修を行っている。
内野スタンドの一塁側・三塁側は二層式となっており、ネット裏のメインスタンドよりも収容能力が大きいのが特徴。その一方で、フィールドの両翼は僅か90mしかなく、2016年現在、一軍公式戦が開催可能な野球場としては最も狭い。また、隣接する尾道市には阪神甲子園球場をモデルに造られた広島県立びんご運動公園野球場（尾道しまなみ球場）がある。

## 命名権
2020年4月1日より福山市に本社を置くエブリイがネーミングライツを取得。愛称を「エブリイ福山市民球場」とした。契約は2025年3月までの5年間で、契約料は年間200万円。

## 主なエピソード
- 1988年（昭和63年）6月21日に開催されたセ・リーグ公式戦・広島東洋カープ対中日ドラゴンズは、同球場でナイター戦の初度開催となった[2]。同試合では、ランディ・ジョンソン、小早川毅彦及び達川光男の3選手が負傷退場する荒れた試合となった[2]。
- 1998年（平成10年）8月9日に開催されたセ・リーグ公式戦・広島対横浜ベイスターズ22回戦は序盤から打ち合いとなり、8回終了時点でスコアは6-6。終盤以降は双方決め手を欠いて膠着状態のまま延長となったが、15回に横浜が菊地原毅の暴投で勝ち越すと、連打に守乱も絡み一挙8点を挙げて圧倒。結局横浜が14-6で大勝した。試合時間は当時歴代3位となる6時間13分を要した[3]。試合が終わった頃には既に臨時バスの運行も終わっており、球場周辺で一夜を明かしたファンもいた。
- 2010年（平成22年）6月7日に開催されたセ・パ交流戦・広島対オリックス・バファローズ4回戦の6回表、オリックスは一死一塁から坂口智隆の二塁内野安打を皮切りに、再び坂口が左前安打を放つまで10者連続安打を記録するなど一挙8点を挙げた。同日、この直前には千葉ロッテマリーンズも10者連続安打を記録しており、両チームが揃って1イニング最多連続打席安打のプロ野球記録を更新した。試合は乱打戦の末に21-10でオリックスが勝利したが、両チームの総得点31、総安打43はいずれもセ・パ交流戦最多記録となった。2018年現在、この試合が当球場で行われた最後の公式戦となっている。両チームは交流戦初年度の2005年にもスカイマークスタジアムで14-16（この時は広島が勝利）という大乱戦を演じている。

## 施設概要
鉄筋コンクリート造2階建RFスタンド
- グラウンド面積：12,694m2
- 両翼：90m、中堅：120m
- 内野：土、外野：天然芝

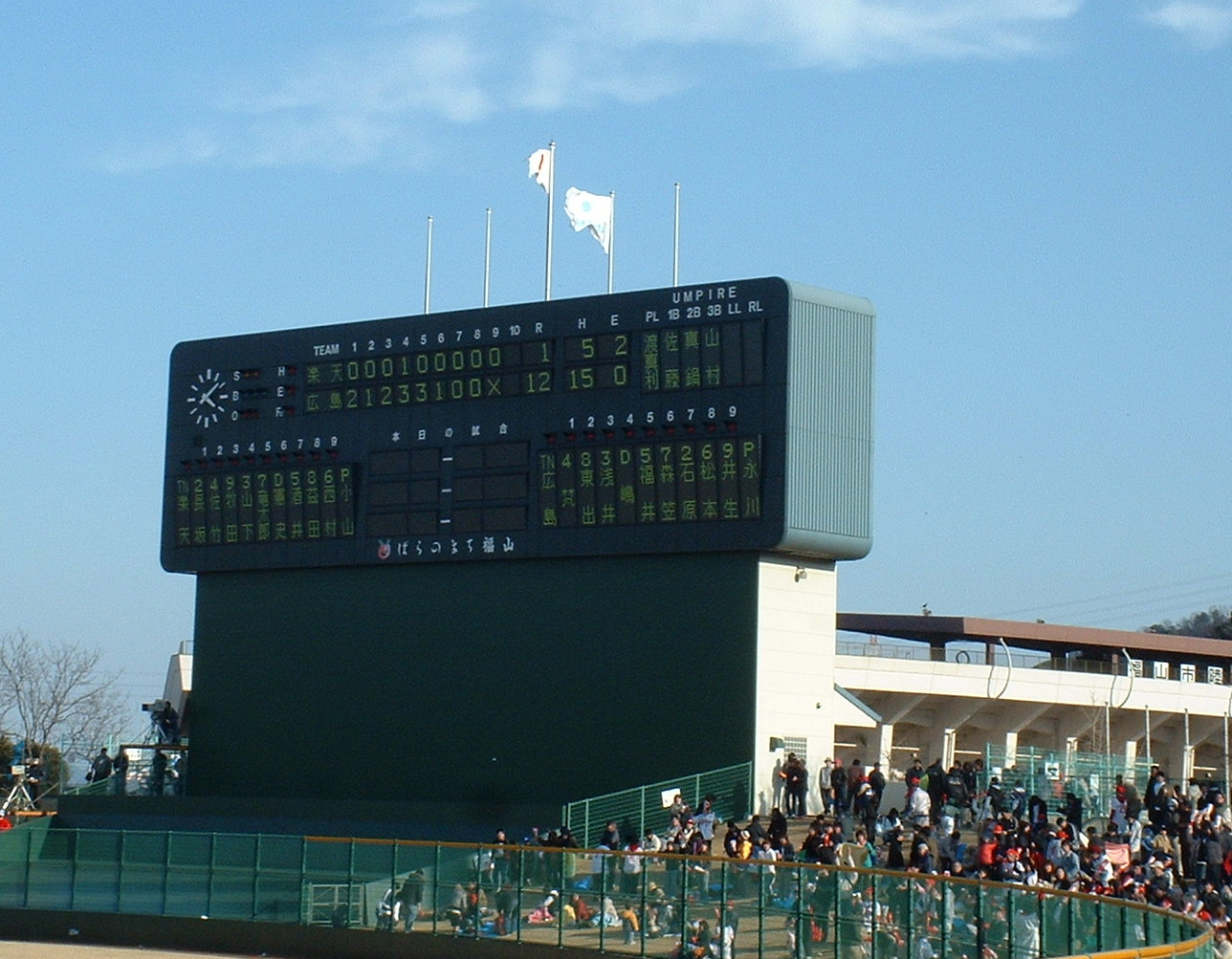
スコアボード

- 収容人員：15,453人（メインスタンド[個別座席]：2,305人、内野席[ベンチ席、二層式]：6,148人、外野芝生席：7,000人）
- ナイター設備：最大照度＝1820Lx（投捕間。4段階照度切替可）
- スコアボード：磁気反転式

## 交通
- 福山駅11番バスのりばより鞆鉄道バス「運動公園」「竹ヶ端」行で「運動公園」バス停下車後徒歩約1分、または「鞆の浦」「鞆港」行で「福山商業高校前」バス停下車後徒歩約10分
- 福山駅からタクシー約10分

## 運動公園内のその他の施設
- 福山市竹ヶ端運動公園陸上競技場